# لحیم

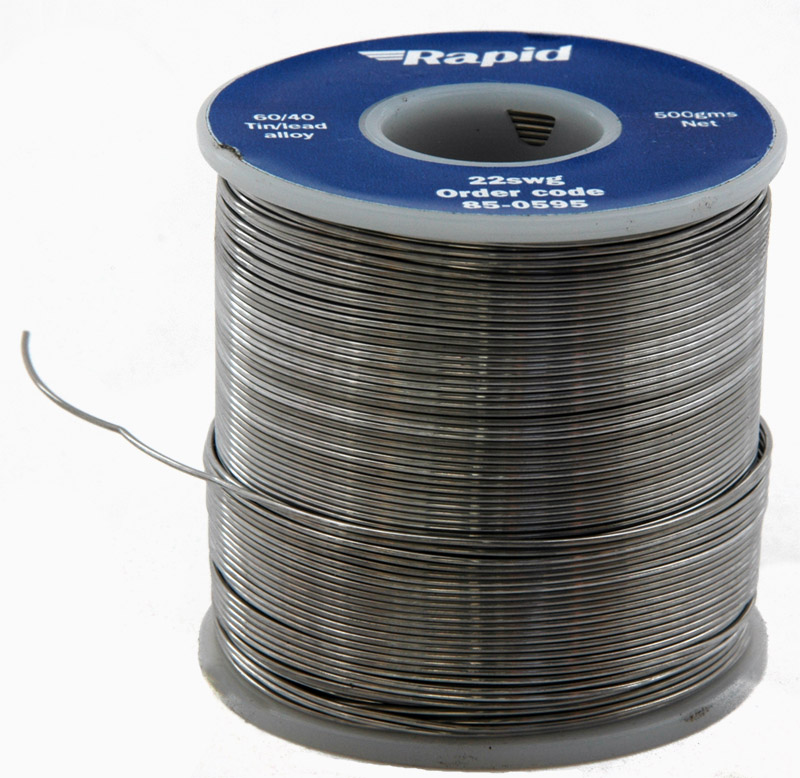
سیم لحیم قرقره ای

لحیم آلیاژی است از دو یا چند فلز مختلف که در اتصال ثابت فلزات، به‌ویژه سیمها و کابلها به یکدیگر به کار می‌رود. ترکیب‌های اصلی لحیم قلع و سرب هستند، نسبت بین این دو عنصر می‌تواند نقطهٔ ذوب لحیم را مشخص کند. آزمایش‌ها نشان می‌دهد که اگر نسبت قلع و سرب در حدود ۶۳٪ قلع و ۳۷٪ سرب باشد، نقطهٔ ذوب در کمترین حد خود و حدود ۱۸۸ درجه سلسیوس خواهد بود.
لحیم کاری سنتی که قبلاً در صنعت الکترونیک استفاده می‌شده‌است مخلوطی از قلع و سرب است. انواع مختلفی از لحیم کاری برای اهداف متفاوتی استفاده می‌شود. نوع لحیم کاری استفاده شده برای الکترونیک معمولاً شامل ۶۳ درصد قلع و ۳۷ درصد سرب می‌شود این اغلب به عنوان لحیم کاری ۶۳/۳۷ شناخته شده‌است.
البته لازم به ذکر می‌باشد که بعد از آلیاژ
۶۳/۳۷، پُرکاربردترین آلیاژ مورد استفاده در لحیم
کاری ۶۰/۴۰ می‌باشد(۶۰ درصد قلع و ۴۰ درصد سرب).
در ترکیبات تشکیل‌دهنده فلز، به شار (نوعی روغن لحیم) نیاز است برای اینکه اطمینان حاصل شود که اتصالات خوبی ساخته شده‌است. شار یک مخلوط اسیدی است که کمک می‌کند که لحیم به راحتی روی اتصال جاری شود و یک پیوند خوب تشکیل شود. شار می‌تواند به صورت یک مایع قهوه ای رنگ دیده شود درست مثل لحیمی که حرارت دیده‌است. و آن گاهی یک دود تند و سوزش آوری بیرون می‌دهد که می‌تواند به عنوان یک محرک عمل کند. به همین دلیل است که لحیم کاری همیشه باید در یک محیطی با تهویهٔ مناسب انجام شود.

## اندازه لحیم‌
اندازه‌های متفاوتی از لحیم در دسترس است. لحیمی که برای ساخت و سازهای الکترونیکی استفاده می‌شود به شکل یک سیم نازک فروخته می‌شود. سیم‌های نازک‌تر برای کارهای دقیق خیلی بهتر است. به‌طور کلی لحیم‌های متفاوتی که تولید می‌شود در ضخامت سیم استاندارد (SWG) با ضخامت سیم آمریکا (AWG) تعیین شده‌اند. برای بیشتر مدارات چاپی و لحیم کاری کلی لحیم SWG 20-22 (19-21 AWG) انتخاب می‌شود اگرچه برای اتصالات بزرگتر یک لحیم ضخیم‌تر عجالتاً 18SWG (16 AWG) بهتر است.

## لحیم‌کاری بدون سرب
از آنجایی که به خاطر دلایل بهداشتی و محیطی تلاش می‌شود که مقدار سرب استفاده شده کاهش یابد، اکنون لحیم کاری بدون سرب به‌طور گسترده‌ای مورد استفاده قرار می‌گیرد. براساس یک حکم اروپائی لحیم کاری که حاوی سرب باشد نباید به‌طور تجاری استفاده شود؛ بنابراین انواع دیگری از لحیم کاری بدون سرب جایگزین لحیم کاری سنتی شده‌است.
به‌طور مثال یک نوع شامل ۹۹٫۳ درصد قلع و ۰٫۷ درصد مس است و نوع دیگری که در بازار موجود است شامل مقدار کمی نقره است و از لحاظ قیمت کمی گرانتر از لحیم مس قلع است.

## لحیم‌برداری
در حالی که توانایی ایجاد اتصالات لحیم کاری خوب خیلی مهم است مهارت دیگری که می‌تواند به همان اندازه مهم باشد دانستن این است که چگونه لحیم باز شود. اگر لحیم‌برداری به خوبی انجام نشود می‌تواند به برد مدار چاپی یا اجزاء صدمه بزند و منجر به صرف هزینه و وقت زیاد برای بازسازی شود؛ بنابراین لازم است که هرکاری با دقت و با استفاده از ابزار درست و مناسب انجام شود.

## مکنده لحیم
ابزار اصلی استفاده شده برای لحیم‌برداری یک شکلی از تلمبه مکنده به نام قلع‌کش است. این ابزار به حالت فنری است که یک پیستون دارد که به داخل آن هل داده می‌شود. یک دکمه کوچک برای رها کردن پیستون فشار داده می‌شود، بنابراین هوا را از طریق یک سرلوله PTFE به داخل می‌کشد. مکشی که ایجاد می‌شود برای مکیدن لحیم از روی سطح کافی است.